# Pogórze Bukowińskie

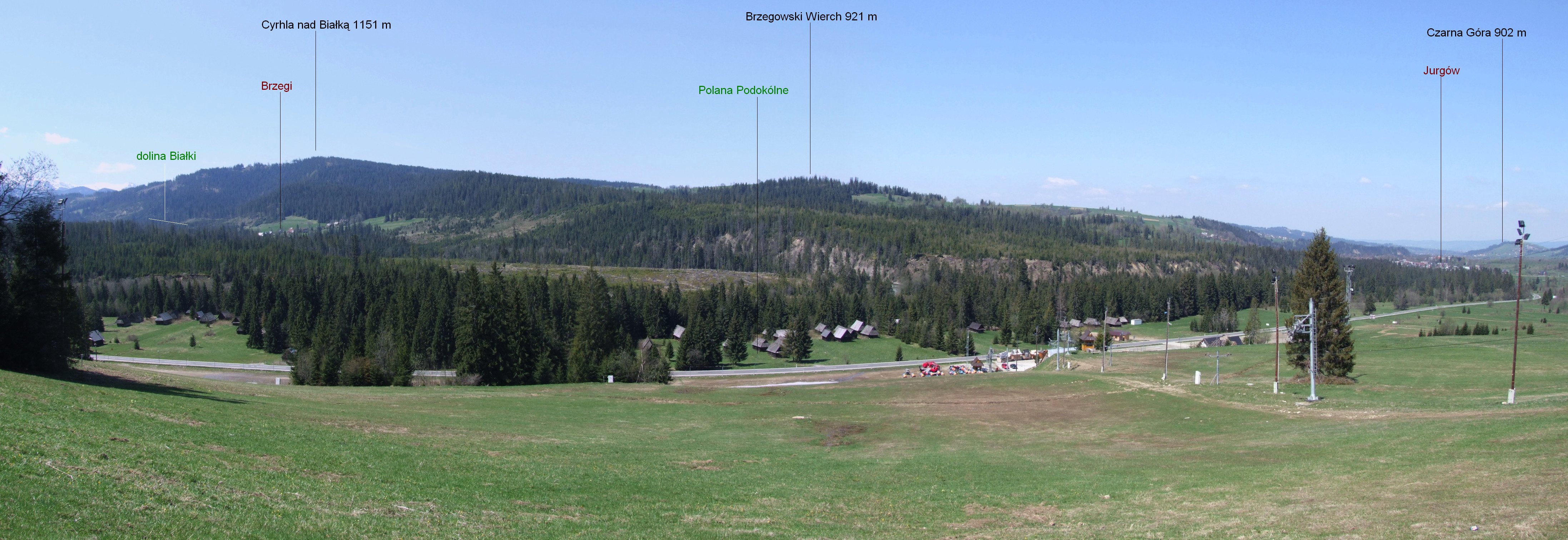
Pogórze Bukowińskie, widok od wschodniej strony

Pogórze Bukowińskie, nazywane też Pogórzem Gliczarowskim – część Pogórza Spisko-Gubałowskiego, położona pomiędzy dolinami Białego Dunajca i Białki. Nazwa pochodzi od znajdującej się w jego obrębie miejscowości Bukowina Tatrzańska (lub Gliczarów).

## Granice
Pogórze to przylega bezpośrednio do Tatr, stanowiąc zakończenie grzbietów ciągnących się od Tatr w północnym kierunku. Ścisłe wyznaczenie granicy między Tatrami a Pogórzem Bukowińskim nie jest możliwe. Według autorów Wielkiej encyklopedii tatrzańskiej za umowną północną granicę Tatr przyjmuje się Drogę Oswalda Balzera. Niektórzy dokładniej precyzują tę granicę. Od zachodu graniczy z Rowem Podtatrzańskim, za granicę przyjmuje się dolną część potoku Poroniec i jego dopływ Cichą Wodę (Cichowiańską Wodę). Na wschodzie Pogórze Bukowińskie ciągnie się po Dolinę Białki od Łysej Polany po Białkę Tatrzańską. Od północnej strony opada do Kotliny Orawsko-Nowotarskiej. Za granicę między tymi regionami przyjmuje się pas Skalic Nowotarskich z Obłazową i Cisową Skałą, które zalicza się do Pogórza Bukowińskiego.

## Grzbiety górskie
Należą do niego dwa grzbiety, pomiędzy którymi spływa potok Poroniec. Zachodni to Zgorzeliskowy Dział; krótszy i nierozgałęziający się grzbiet Zadniego Wierchu (1062 m) i Wierchu Zgorzelisko (1105 m), znajdujący się pomiędzy potokiem Poroniec i Filipczańskim Potokiem. Dużo dłuższy jest wschodni Brzegowski Dział ciągnący się od Wierchporońca nad doliną potoku Poroniec i doliną rzeki Białka. Grzbietem tym przez polanę Głodówka biegnie szosa z Bukowiny Tatrzańskiej do Łysej Polany. Znajduje się w nim najwyższe wzniesienie Pogórza Bukowińskiego – Cyrhla nad Białką (1158 m). Od grzbietu tego odchodzi wiele bocznych ramion, a pomiędzy dwoma północnymi spływa potok Leśnica. W jednym z bocznych ramion znajduje się najdalej położone na zachód wzniesienie tego pogórza – Galicowa Grapa (982 m).

## Opis regionu
Zbudowane jest z fliszu karpackiego, którego warstwy są lekko przemieszczone i zapadają z południa na północ. Grzbiety górskie są w większości zalesione, głównie świerkowym lasem, ale na bardziej łagodnych ich stokach oraz w dolinie potoków rozłożyły się miejscowości: Małe Ciche, Biały Dunajec, Gliczarów Górny, Gliczarów Dolny, Leśnica, Groń, Szaflary, Bukowina Tatrzańska, Białka Tatrzańska, Brzegi. Górna część pogórza włączona została miejscami w obszar Tatrzańskiego Parku Narodowego. Dolna, północna część nie ma już charakteru pogórza, jest bowiem równinna i pokryta stożkami napływowymi ostatniego zlodowacenia, jednak według podziału Jerzego Kondrackiego pogórze to ciągnie się aż po pas wapiennych skałek.
Pogórze Bukowińskie jest regionem gęsto zaludnionym. Dawniej ludność utrzymywała się z rolnictwa i pasterstwa, obecnie głównie z turystyki i rekreacji. Jego przylegająca do Tatr część stała się głównym ośrodkiem narciarskim (Bukowina Tatrzańska, Białka Tatrzańska, Brzegi, Małe Ciche). W Bukowinie Tatrzańskiej otwarto kąpieliska z wodami termalnymi.

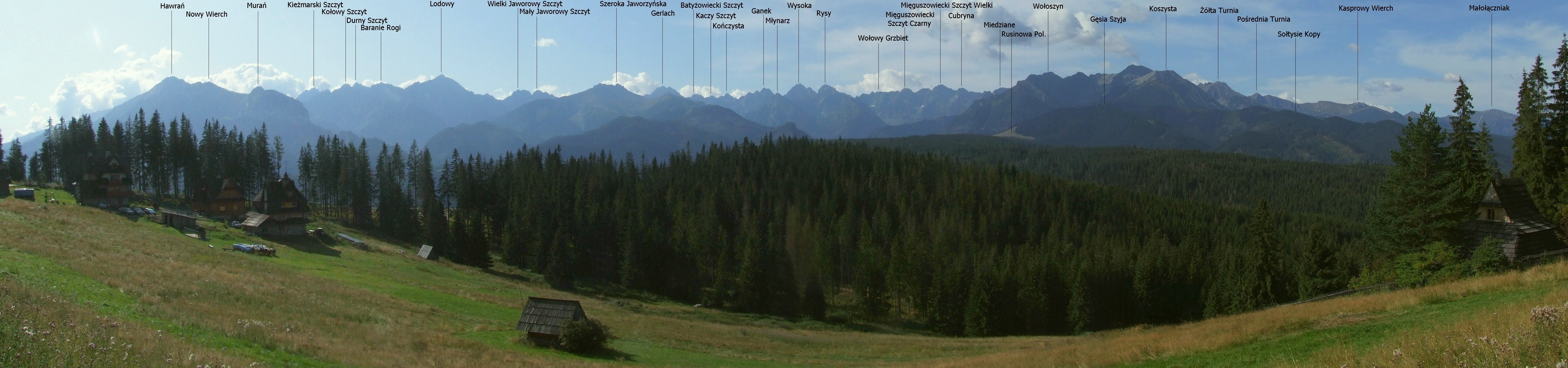
Widok z Głodówki na Tatry i Pogórze Gliczarowskie